# Tephrina strenuataria
Tephrina strenuataria är en fjärilsart som beskrevs av Butler 1880. Tephrina strenuataria ingår i släktet Tephrina och familjen mätare. Inga underarter finns listade i Catalogue of Life.